# Dendroplex
Dendroplex és un gènere d'ocells de la família dels furnàrids (Furnariidae). De les dues espècies conegudes, el grimpa-soques de Zimmer va ser nomenat en honor a l'ornitòleg estatunidenc John Todd Zimmer (1889-1957), qui va identificar una segona espècie de grimpa-soques a l'Amazònia.

## Taxonomia
Durant molt de temps es va fusionar amb Xiphorhynchus, però a partir de diferents estudis d'ADN molecular es va establir separar-los.
El gènere Dendroplex va ser introduït el 1827 pel naturalista anglès William John Swainson. El nom del gènere combina el nom del grec antic “dendron” que significa "arbre" amb «plēssō» que significa "atacar". Swainson no va especificar una espècie tipus però això es va fixar el 2007 com el grimpa-soques picot que havia estat descrit per primera vegada el 1788 per Johann Friedrich Gmelin amb el nom binomial Oriolus picus.
Segons la Classificació del Congrés Ornitològic Internacional (versió 14.2, 2024) aquest gènere està format per dues espècies:
- Grimpa-soques picot - (Dendroplex picus).
- Grimpa-soques de Zimmer - (Dendroplex kienerii).